# یوسف و زلیخا (فیلم ۱۳۴۷)
یوسف و زلیخا فیلمی به کارگردانی مهدی رئیس‌فیروز و نویسندگی ابراهیم زمانی آشتیانی محصول سال ۱۳۴۷ است.
این فیلم پس از سلطان قلب‌ها دومین فیلم پرفروش سال ۱۳۴۷ شد.

## خلاصه داستان
علاقهٔ فراوان یعقوب به یوسف و حسادت برادرانش، ماجرای بردگی یوسف و ورودش به دربار پوتیفار و عشق زلیخا به او و ماجراهای دیگر را به دنبال می‌آورد…

## بازیگران
- فروزان
- امیر فخرالدین
- تقی ظهوری
- علی زندی
- یاسمین
- محمدرضا رفیعی
- میرزاده طاطایی
- داریوش طلایی
- فریدون نریمان
- محمد عبدی